# Альдосиви
«Альдоси́ви» (исп. Club Atlético Aldosivi) — аргентинский футбольный клуб из города Мар-дель-Плата.

## История
Клуб основан 29 марта 1913 года. Название клуба происходит от сложения первых двух букв фамилий четырёх его основателей: Алларда (Allard), Доульфуса (Doulfus), Силларда (Sillard) и Вириотта (Wiriott).
В 1974—1976 годах «Альдосиви» выступал в Высшем дивизионе чемпионата Аргентины.
В 1979 году клуб объединился с двумя другими клубами из Мар-дель-Платы, сменив своё название на «Дефенсорес дель Пуэрто» (исп. Defensores del Puerto). Он носил его до 1981 года, когда вернул прежнее «Альдосиви».
По итогам переходного чемпионата Примеры B Насьональ в 2014 году «Альдосиви» набрал одинаковое количество очков с «Нуэва Чикаго» и «Химнасией» из Хухуя (места с 4-го по 6-е, при том, что в Примеру по регламенту выходили по пять команд из двух групп). В переходном турнире между этими тремя командами «акулы» сумели завоевать путёвку в Примеру. Сезон 2015 станет для клуба четвёртым в истории, проведённым в элите.
По итогам сезона 2016/17 «Альдосиви» покинул Примеру. В следующем сезона «акулы» поделили 1-2 место по набранным очкам с «Альмагро». Чемпион определился в «золотом матче» на нейтральном поле в Саранди. «Альдосиви» выиграл 3:1, завоевав первый титул национального уровня в истории клуба, а вместе с ним и путёвку в Примеру.

## Титулы и достижения
- Чемпион Примеры B Насьональ (1): 2017/18
- Участник Примеры Аргентины (7 чемпионатов): 1974—1976 (все — Насьональ), 2015, 2016, 2016/17, с 2018/19